# Concerto alla rustica
El Concert per a corda en sol major, RV 151, més conegut com a Concert alla rustica, és un concert per orquestra sense solistes d'Antonio Vivaldi. Va ser compost entre 1720 i 1730, i és un dels concerts més coneguts de Vivaldi.

## Composició
El Concert alla rustica, a diferència d'altres concerts de Vivaldi, no va incloure cap programa descriptiu. El deuria compondre en l'època en què treballava en Il cimento dell'armonia e dell'inventione, op. 8, que inclou el conjunt de concerts més famós de Vivaldi, Les Quatre Estacions.
El manuscrit d'aquest concert va ser escrit parcialment en el mateix paper que la seva versió de cambra del Concert, Il Gardellino, RV 90b. El musicòleg Michael Talbot afirma que Il Gardellino va ser lliurat a la cort de la família dels Ottoboni a Roma i, per tant, podria ser que el Concert alla rustica també hagués format part del mateix tracte amb els Ottoboni.

## Estructura i anàlisi musical
El concert consta de tres moviments i una interpretació habitual dura entre 5 i 6 minuts. Està instrumentat per a una orquestra de corda i baix continu, i inclou dos oboès en el seu moviment final. Els moviments són:
1. Presto
2. Adagio
3. Allegro

El primer moviment és un perpetuum mobile, una peça virtuosa per una orquestra barroca, i està en la tonalitat de sol major i modula a sol menor en els darrers compassos del moviment. Alguns experts han reconegut l'anticipació del recurs musical que més tard seria característic a Viena del una conclusió en la tonalitat menor. El segon moviment és lent i contrastant, amb acords llargs. El tercer moviment és com una dansa ràpida i emfasitza en el quart grau alterat de l'escala (un do#); per tant, utilitza un mode lidi, un tret comú de la música tradicional. Aquesta característica era probablement coneguda per Vivaldi gràcies a les sonates i concerts en l'estil polonès de Georg Philipp Telemann, contemporani seu.

## Ús en cultura popular
El Concert alla rustica, ha apareix en un bon nombre de pel·lícules i sèries de televisió com, per exemple:
- All That Jazz de Bob Fosse (1979)
- El Aura per Fabián Bielinsky (2005)[6]
- Marie Antoinette de Sofia Coppola (2006)
- "Mijo" (2015), el segon episodi de la sèrie televisiva Better Call Saul, va crear per Vince Gilligan.[7]